# Томас Айнваллер
Томас Айнваллер (нім. Thomas Einwaller; 25 квітня 1977, Шеффау-ам-Вильден-Кайзер, Тіроль, Австрія) — колишній австрійський футбольний арбітр. Арбітр ФІФА з 2005 по 2011 рік.

## Кар'єра
Судив матч відбіркового етапу чемпіонату Європи 2008 року Азербайджан — Сербія (1:6) 17 жовтня 2007 року і показав три жовті картки у матчі. Наступного року обслуговував футбольні матчі на Літніх Олімпійських іграх 2008 року у Пекіні, в тому числі матч за бронзові медалі між Бельгією та Бразилією.
У вересні того ж року дебютував на груповому етапі Ліги чемпіонів, у матчі «Фенербахче» — «Динамо» (Київ).
У вересні 2009 року він був викликаний на молодіжний чемпіонат світу U-20, запланований в Єгипті, відсудивши там три гри.
Айваллер був єдиним австрійським арбітром, який увійшов до списку 38 попередніх кандидатур для чемпіонату світу 2010 року в Південній Африці, але був виключений у фінальному рішенні, тому що він не володів необхідними навичками.
У листопаді 2011 року він вирішив відмовитися від суддівської роботи на міжнародному рівні., а матч у фіналі Кубка Австрії 2011/12 між «Ред Буллом» і «Рідом» став його останнім матчем у суддівській кар'єрі.